# ケヴィン・ラザーニャ
ケヴィン・ラザーニャ（Kevin Lasagna, 1992年8月10日 - ）は、イタリア・サン・ベネデット・ポー出身のサッカー選手。イタリア代表。エラス・ヴェローナFC所属。ポジションはFW。

## 経歴

### クラブ
ユース時代にはACキエーヴォ・ヴェローナに4年間所属。2010年、ロンバルディア州リーグ（イタリア7部リーグ相当）のゴヴェルノレーゼ・カルチョでトップチームデビューを果たし、その後アマチュアクラブのチェレーア・カルチョ、ACエステに移籍した。
2014年6月、セリエBのカルピFCへ移籍した。加入1年目の2014-15シーズンには30試合5得点を記録しクラブのセリエA昇格に貢献。2015年8月23日のUCサンプドリア戦でセリエA初出場し、2016年1月24日のインテルナツィオナーレ・ミラノ戦でセリエA初得点を挙げた。2015-16シーズンは途中出場が大半ながらも36試合に出場し5得点を記録したがチームはセリエBへ降格した。
2017年1月14日、セリエAのウディネーゼ・カルチョへ完全移籍。移籍金は450万ユーロ。2016-17シーズン終了まではカルピFCへレンタルで残留しセリエBで14得点を挙げ、ウディネーゼへ合流した2017-18シーズンにはポジションを掴みセリエAで12得点をマークした。2018年10月9日、ウディネーゼとの契約を2023年まで延長した。
2021年1月26日、エラス・ヴェローナFCへ2022年6月30日までのレンタル移籍、及び特定の条件を満たした場合、買取義務が発生することが発表された。

### 代表
2018年10月、負傷離脱したシモーネ・ザザの代役としてイタリア代表監督に初招集され、10月14日に行われたUEFAネーションズリーグのポーランド戦で代表デビューを果たした。